# Bugaj (powiat kolski)
Bugaj – wieś w Polsce położona w województwie wielkopolskim, w powiecie kolskim, w gminie Babiak.
W latach 1975–1998 miejscowość należała administracyjnie do województwa konińskiego.
W okresie okupacji niemieckiej na terenie wsi działało getto wiejskie

## Informacje ogólne
Wieś położona jest na skrzyżowaniu dróg wojewódzkich nr 270 z Koła do Brześcia Kujawskiego oraz nr 263 z Dąbia n. Nerem do Słupcy. Wieś znajduje się 2 km na południe od Brdowa, 17 km na zachód od Kłodawy, 17 km na północ od Koła i 5 km na wschód od Babiaka. 